# ثانداي
ثانداي هو مشروب هندي بارد مكون من مزيج من اللوز، بذور الشمر، حبوب البطيخ، بتلات الورد، فلفل أسود، بذور الخشخاش، الهيل، زعفران، حليب والسكر.